# めだかの学校
めだかの学校（めだかのがっこう）は、作詞：茶木滋、作曲：中田喜直の童謡である。

## 作品解説
1950年（昭和25年）に茶木によって作詞され、1951年（昭和26年）3月、NHKのラジオ番組「幼児の時間」のコーナー「歌のおけいこ」で発表された。
同年4月、NHKのラジオ番組「うたのおばさん」で安西愛子が歌い、安西の歌唱によるレコードも発売された。片面には、作詞：サトウハチロー、作曲：中田喜直の「かわいいかくれんぼ」が収録されていた。発表された当初は「新しい童謡はなじみがなくつまらない」「昔からある童謡がいい」などと批評されたこともあったが、やがて日本中に知れ渡り、1954年（昭和29年）には文部省芸術選奨文部大臣賞を受賞した。また、2006年（平成18年）に文化庁と日本PTA全国協議会が「日本の歌百選」に選定した。
2013年の保育士実技試験課題曲に取り上げられた。

## 製作の背景

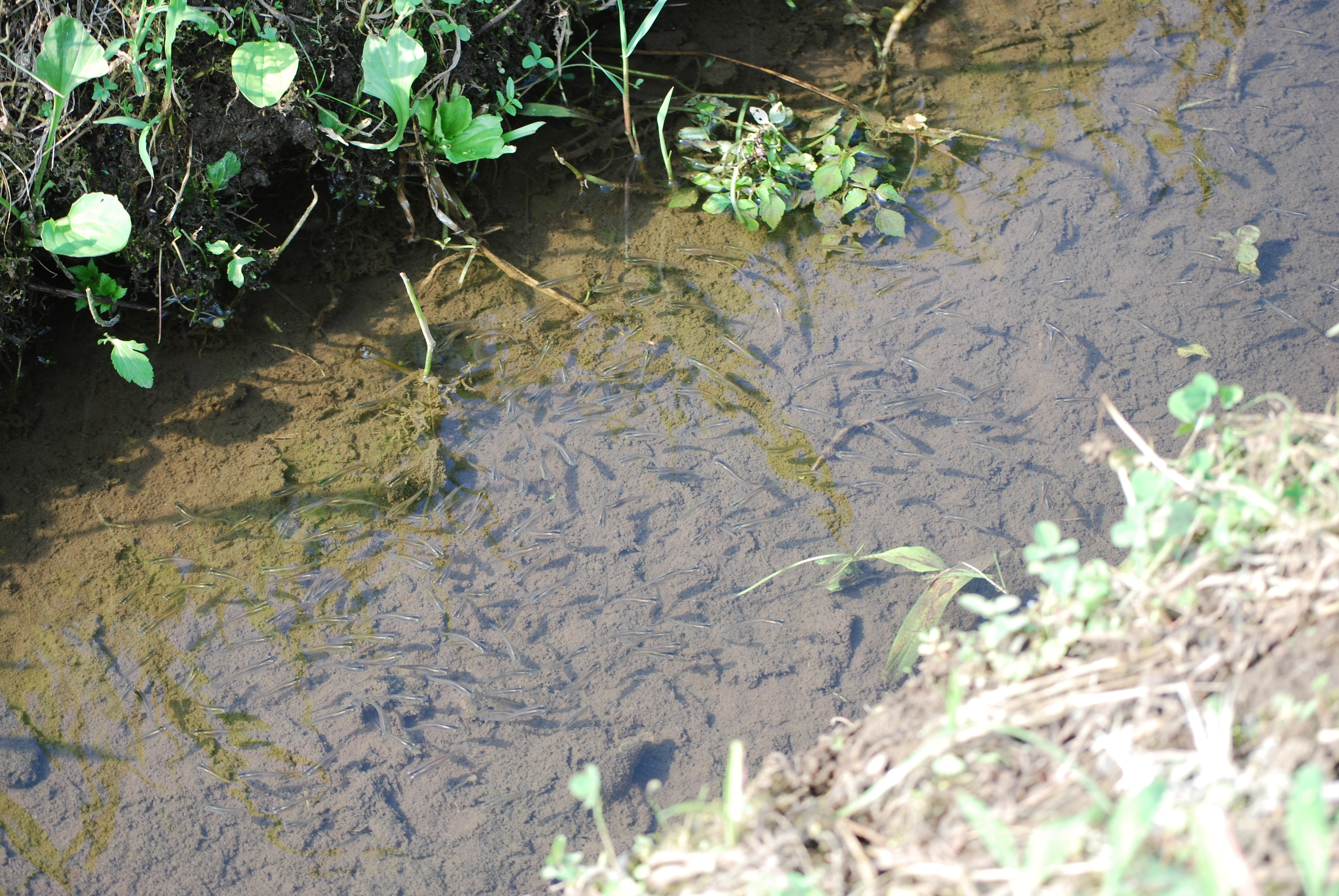
めだかの学校

### 作詞の過程
東京の製薬会社に勤務するかたわら童話や童謡を作っていた茶木だが、作詞する際に参考にしたのは、依頼が来る4年前の1946年（昭和21年）に神奈川県小田原市にある荻窪用水で息子と交わしたやりとりである。
注：メダカは群れになって移動する性質があり、群れが静水を、特に小川などの流れをゆっくり移動する様は、幼稚園・小学校で先生に連れられて歩く子供たちにそっくりである。
というのがこれまでの定説化した話であったが、童謡研究家の池田小百合が茶木本人と直接書簡をやりとりした結果を2009年に発表したものによると、これは筆者佐藤義美の創作であると結論づけている。
4年後の1950年、茶木が雑誌に書いた童話を放送したいと、NHKから連絡があった。その打ち合わせの際に、茶木が本職である童謡を作らせて欲しいと要望を伝えると、NHKは「春先に放送する明るい歌」という条件を出した上で、茶木の要望を受け入れた。そして、茶木は息子とのやりとりを思い出して詞を完成させた。

### 作曲の過程
茶木が作った詞は、曲を担当する中田のもとにNHKを経由して届けられた。当初、茶木が作った歌詞には特定の歌詞の繰り返しが存在しなかったが、その箇所を繰り返した方がいいと言う知人の女性の指摘を受け入れた中田は、歌詞を変更した上で作曲を行い、楽曲の完成へと至った。繰り返しがないと8小節で曲がまとまってしまい、小さくまとまってしまうこともその理由としている。中田はこの作品について、作曲した当初は多くの人々に歌われ、親しまれるようになるとは思わなかったと証言している。

## 歌碑
1988年（昭和63年）、荻窪用水周辺に「めだかの学校」の歌碑が建てられた。2005年（平成17年）4月には、作曲者の中田が在住していた横浜市旭区にあるこども自然公園にも歌碑が建てられた。また、神奈川県横須賀市内三笠公園脇、埼玉県久喜市のUR（公団）久喜青葉団地内『童謡の小道』、および和歌山県西牟婁郡すさみ町の『日本童謡の園』にも碑が存在する。

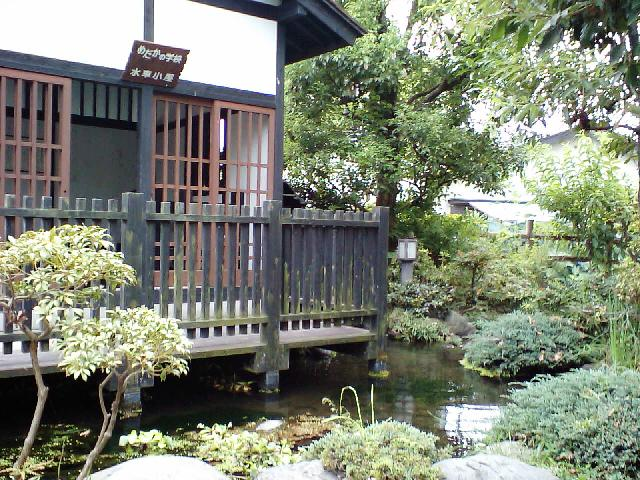
神奈川県小田原市荻窪の荻窪用水脇にある「めだかの学校」
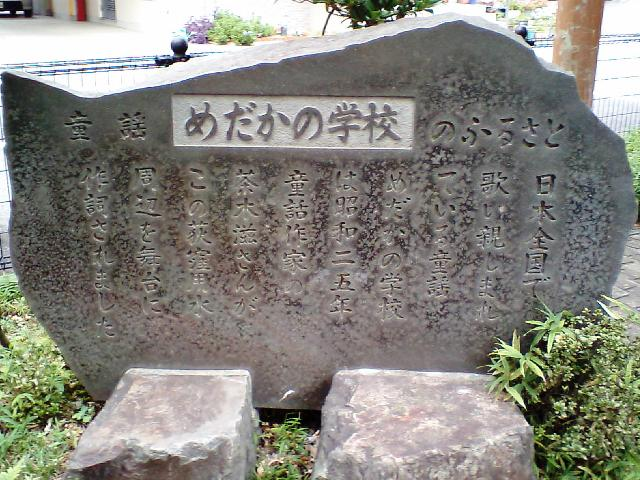
神奈川県小田原市荻窪の「めだかの学校」にある「童謡めだかの学校のふるさと」碑

## 英語版
「KILLIFISH」という英語版が存在する。英訳詞：HENRY V. DRENNAN。1979年発売のコンパクト盤『英語で歌う日本の童謡 おはなしゆびさん/めだかの学校/からすの赤ちゃん/かわいいかくれんぼ』（日本コロムビア EK-32）に収録された（歌：HENRY V. DRENNAN、REGINA M. DOI、青葉インターナショナルスクール児童）。

## 録音した歌手
- 森の木児童合唱団
- 羽生未来